# Nowa Wieś Wielka (gemeente)
De gemeente Nowa Wieś Wielka is een landgemeente in het Poolse woiwodschap Koejavië-Pommeren, in powiat Bydgoski.
De zetel van de gemeente is in Nowa Wieś Wielka.
Op 30 juni 2004 telde de gemeente 7906 inwoners.

## Oppervlakte gegevens
In 2002 bedroeg de totale oppervlakte van gemeente Nowa Wieś Wielka 148,47 km², waarvan:
- agrarisch gebied: 29%
- bossen: 61%

De gemeente beslaat 10,64% van de totale oppervlakte van de powiat.

## Demografie
Stand op 30 juni 2004:
| Omschrijving                   | Totaal | Totaal | Vrouwen | Vrouwen | Mannen | Mannen |
| ------------------------------ | ------ | ------ | ------- | ------- | ------ | ------ |
| eenheid                        | aantal | %      | aantal  | %       | aantal | %      |
| inwoners                       | 7906   | 100    | 4026    | 50,9    | 3880   | 49,1   |
| bevolkingsdichtheid (inw./km²) | 53,2   | 53,2   | 27,1    | 27,1    | 26,1   | 26,1   |

In 2002 bedroeg het gemiddelde inkomen per inwoner 1744,53 zł.

## Administratieve plaatsen (sołectwo)
Brzoza (z przysiółkami Chmielniki, Emilianowo en Piecki), Dąbrowa Wielka, Dobromierz, Dziemionna, Jakubowo, Januszkowo, Kobylarnia, Kolankowo, Leszyce, Nowa Wieś Wielka, Nowa Wioska, Nowe Smolno, Olimpin, Prądocin, Tarkowo Dolne.

## Aangrenzende gemeenten
Białe Błota, Bydgoszcz, Łabiszyn, Rojewo, Solec Kujawski, Złotniki Kujawskie